# Rankin Inlet
Rankin Inlet, Kanada, an der Westküste der Hudson Bay gelegen, ist mit rund 2.580 Einwohnern (davon 78 % Inuit) die zweitgrößte Gemeinde von Nunavut und zugleich Zentrum der Region Kivalliq. Die Siedlung trägt den Inuktitut-Namen Kangiqiniq (ᑲᖏᕿᓂᖅ), „tiefer Meeresarm“. 

## Geschichte
Benannt nach John Rankin, einem britischen Royal-Navy-Offizier des 17. Jahrhunderts, wurde Rankin Inlet 1955 durch die North Rankin Nickel Mines Ltd. als Bergbau-, Verwaltungs- und Transportzentrum gegründet, nachdem 1929 erstmals Nickelvorkommen entdeckt worden waren. Lebten zuvor an dieser Stelle nur wenige Menschen, so zog die Eröffnung der Mine aus weitem Umfeld Arbeit suchende Inuit an. Die Siedlung entwickelte sich rasch und erlangte durch das Bergbauunternehmen eine relativ hohe Wirtschaftskraft. Bereits fünf Jahre nach der Gründung standen ein Warenlager der Hudson’s Bay Company, ein Hospital, drei Kirchen, daneben zunehmend Verwaltungs- und viele Wohngebäude für die Beschäftigten. Doch schon 1962 waren die Mineralvorkommen erschöpft, und die Mine wurde aufgelassen. Unter großen Anstrengungen wurden neue Wirtschaftsquellen erschlossen, unter anderem ein Handelszentrum, fischverarbeitende Industrie und Kunsthandwerkstätten. 
Ein bedeutendes Zeugnis früherer Besiedlung des umliegenden Gebiets ist am Meliadine River zu finden, der sich im Nordosten von Rankin Inlet in die Hudson Bay ergießt: Ijiraliq, eine im Igalugaarjuup Nunanga-Territorialpark freigelegte Thule-Siedlung aus dem 15. Jahrhundert.
Als 1995 die Hauptstadt für Nunavut gewählt wurde, landete Rankin Inlet auf dem zweiten Platz hinter Iqaluit.

## Verkehr
Mit der auch für Jets geeigneten Landebahn dient der Flughafen Rankin Inlet als Eingangstor für die gesamte Kivalliq-Region und als Knotenpunkt für Linienflugverbindungen mit Winnipeg (über Churchill), Iqaluit und Yellowknife.

## Klima
Gemäß der Klimaklassifikation nach Köppen und Geiger wird das Klima als subarktisches Klima (Dfc) eingestuft.